# Venus Entry Probe
Venus Entry Probe (VEP), est un projet de sonde spatiale de l'Agence spatiale européenne (ESA) qui a pour principale mission l'étude de l'atmosphère de Vénus. VEP est composée de deux satellites, dont l'un larguera un ballon-sonde, qui lui-même lors de son périple dans l'atmosphère relâchera plusieurs micro-sondes. La sonde serait lancée par une fusée Soyouz-Fregat 2-1b depuis le Centre spatial guyanais européen près de Kourou. Ce projet a fait l'objet d'une étude approfondie en 2007 mais n'a pas été concrétisé.

## Objectifs
La mission de VEP est l'étude de l'atmosphère de Vénus qui, à bien des égards, ressemble à la Terre. Ainsi, la meilleure compréhension de son atmosphère permettra également de mieux comprendre celle de la Terre. Vénus étant le théâtre d'un très important effet de serre, cette planète pourra servir à valider les différents modèles climatiques, notamment dans le cadre du réchauffement climatique, terrestres.
Les principaux aspects que VEP a pour objectif d'apporter une réponse sont liés à l'origine et l'histoire de l'évolution de l'atmosphère de Vénus, la composition chimique et physique des couches basses de l'atmosphère, la composition et la chimie des particules composant les couches de nuages et d'une manière plus globale, la dynamique atmosphérique opérant sur Vénus.

## Composition
Venus Entry Probe sera composée de deux satellites, Venus Polar Orbiter (VPO) et Venus Elliptical Orbiter (VEO), effectuant des révolutions autour de Vénus sur des orbites différentes.

### Venus Polar Orbiter
Venus Polar Orbiter (VPO) étudiera via ses instruments l'atmosphère de Vénus. D'une masse de 905 kg, dont 607 kg de combustible et 25 kg de charge utile, VPO sera placé comme son nom l'indique sur une orbite polaire oscillant entre 2 000 km et 6 000 km.

#### Instruments
Intégré au sein d'un même bloc, les instruments de VPO comprendront :
- spectromètre submillimétrique [1] ;
- spectromètre officiant dans le visible et le proche infrarouge ;
- spectromètre ultraviolet ;
- spectromètre par transformée de Fourier[2] ;
- appareil photographique opérant dans l'ultraviolet, le visible et le proche infrarouge.

### Venus Elliptical Orbiter
Venus Elliptical Orbiter (VEO) servira de relais de télécommunication au ballon-sonde (Venus Aerobot) qu'il larguera au-dessus de Vénus, d'une masse totale de 558 kg dont 229 kg pour le combustible et 91 kg pour Venus Aerobot.

## Statut du projet
Une étude poussée de la mission a été effectuée en 2007 et n'a pas donné lieu à une suite.